# まつぶし緑の丘公園

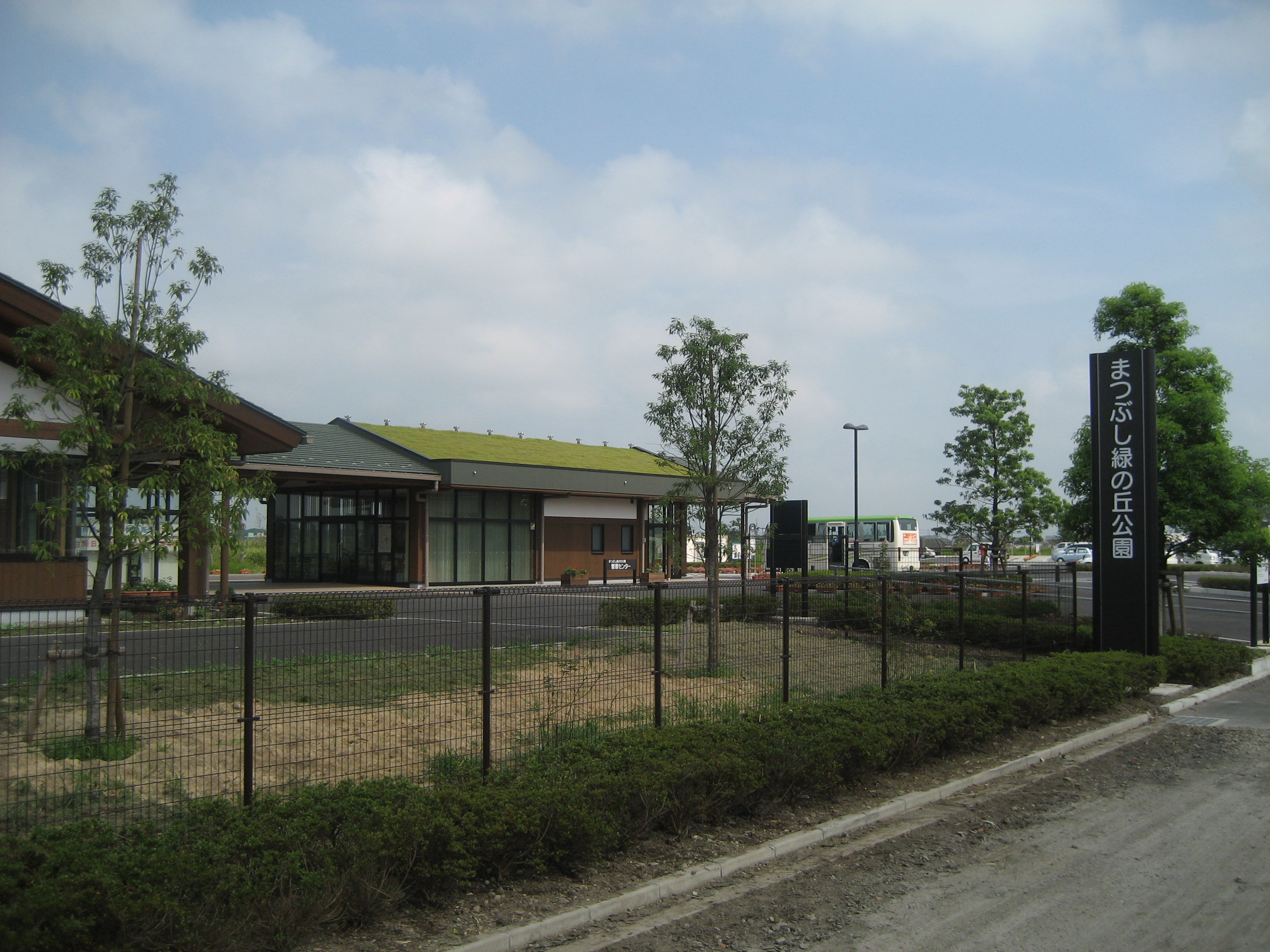
公園正面

まつぶし緑の丘公園（まつぶしみどりのおかこうえん）は、埼玉県北葛飾郡松伏町にある埼玉県営の都市公園（総合公園）である。指定管理者として、松伏町が管理・運営を行っている。

## 概要・施設

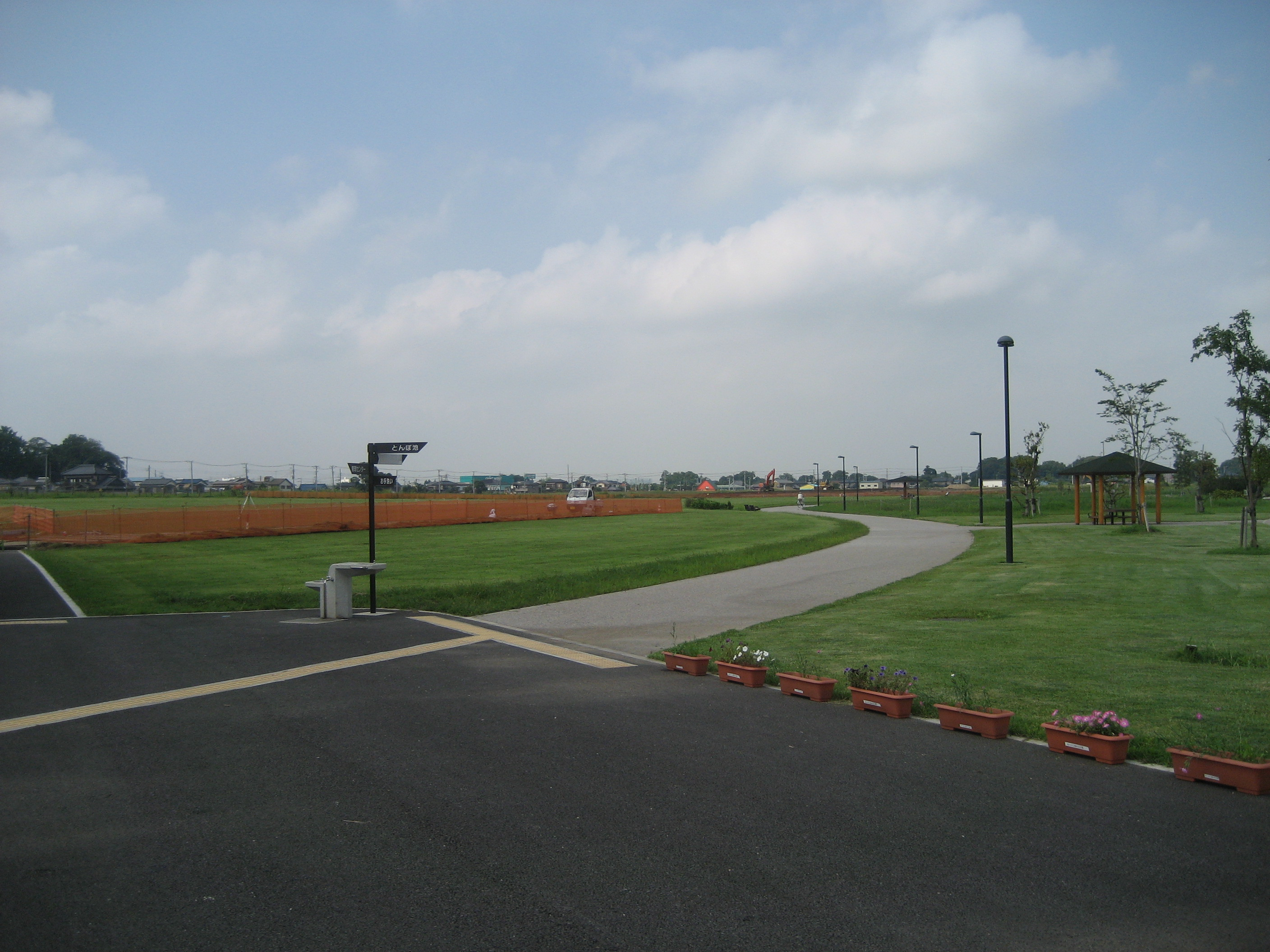
園内の様子

公園の所在地は元々田園地帯であった場所を1998年（平成10年）に都市計画決定26.5ha、2007年（平成19年）4月に一部5.6haを開設した。公園造成以前は現在の公園北部を八間堀悪水路（八間堀）が西から東へと流下していたが、造成に伴い公園北部を縁どるような流路へと付け替えられた。
園内には芝生広場などの「広場ゾーン」、県内の公共工事で発生した残土を利用している「里山ゾーン」（造成中）、ヨシ原・トンボ池などの「水辺ゾーン」の3つからなる。管理センター内には特産品等販売所（毎週日曜日のみ）が開設される。また、園内は常時開放状態で、駐車場の料金は無料で約135台駐車できる。

## アクセス
- 電車
  - 東武伊勢崎線せんげん台駅から茨急バスまつぶし緑の丘公園行「まつぶし緑の丘公園」停留所下車
- 車
  - 国道4号バイパス赤沼交差点から、埼玉県道10号春日部松伏線松伏方面へ約2km

## 問い合わせ
- まつぶし緑の丘公園管理センター（指定管理者）
- 埼玉県越谷県土整備事務所